# Buenas noches Malvinas
Buenas noches Malvinas es una película de Argentina filmada en colores dirigida por Ana Fraile y Lucas Scavino sobre su propio guion que se estrenó el 31 de diciembre de 2020. 

## Sinopsis
En abril de 1982, Dalmiro Bustos y Elena Noseda enfrentan uno de los momentos más difíciles de sus vidas cuando su hijo mayor, Fabián, es enviado a combatir a las Islas Malvinas junto a cientos de soldados conscriptos. A casi 40 años de los hechos, Dalmiro, Elena y sus dos hijos menores, Javier y María Elena, cuentan lo que no pudieron decir entonces, en un intento de ir tras las huellas de Fabián y poner en palabras las angustias y los dolores que aún permanecen.

## Entrevistados
Fueron entrevistados para el filme:
- Dalmiro Bustos
- Elena Noseda
- Javier Bustos
- María Elena Bustos
- Rafael Spregelburd (relator)

## Comentarios
José Luis Visconti en el sitio ‘hacerselacritica’ escribió:

”Si la guerra es una experiencia habitualmente asociada a lo colectivo –en tanto su centro son los ejércitos y la primacía de lo numérico-, lo que hace el documental es llevarla a una expresión individualizada: dejan de importar los hechos históricos…La guerra pasa a ser un fondo de pantalla sobre el cual lo que empieza a importar es qué es lo que hace cada uno ante esa circunstancia.…La recuperación de la historia se cierra con Fabián, que aparece en el relato, como si nuevamente estuviera volviendo de Malvinas, solo después que su familia cuenta del regreso en el pasado. Su cuerpo en el presente no exhibe las huellas del pasado: es su memoria la que recupera ese pasado de la misma manera que lo hace su familia. En todo caso, su historia es más que la de un soldado en una guerra específica como la de Malvinas. Es la puesta en palabras –y en pantalla- de qué se puede hacer en una guerra y qué se puede hacer con ella después. Todo el documental gira alrededor de esa idea y es por esa razón que no se despega de su núcleo central constituido por esa familia. Porque en cada uno de ellos, en cada relato que se despliega, hay una posible respuesta para esa pregunta.

Leandro Arteaga en Página 12 opinó:

"Es notable cómo la película se organiza desde una disposición de secuencias que organizan de manera gradual la propuesta, mientras dicen sobre su personaje principal. El eje de Buenas noches Malvinas está puesto en Fabián Bustos, excombatiente que reunió sus memorias en el libro Crónicas de un soldado. Sin embargo, el film privilegia primero la figura de su hermano, de visita en la isla. Mientras frecuenta lugares específicos, la voz en off (de Rafael Spregelburd) que desprende la lectura de aquellas páginas interactúa. Se sabrá más delante de cuál libro se trata, también de quién es el visitante de Malvinas...uno de los momentos más particulares a los que la película se atreve: reunir a los dos hermanos de Fabián junto a un grupo de teatro que reelaborará sus diálogos y evocaciones. El corolario del film lo brinda de manera privilegiada la figura y palabra de Fabián Bustos. Y da forma final a una película precisa, que cuenta su historia de manera cercana, sensible, con la capacidad de decir mucho a partir de una historia de vida que es también la de todas y todos los que le rodean y quieren."